# Avenida de Madrid (Vigo)

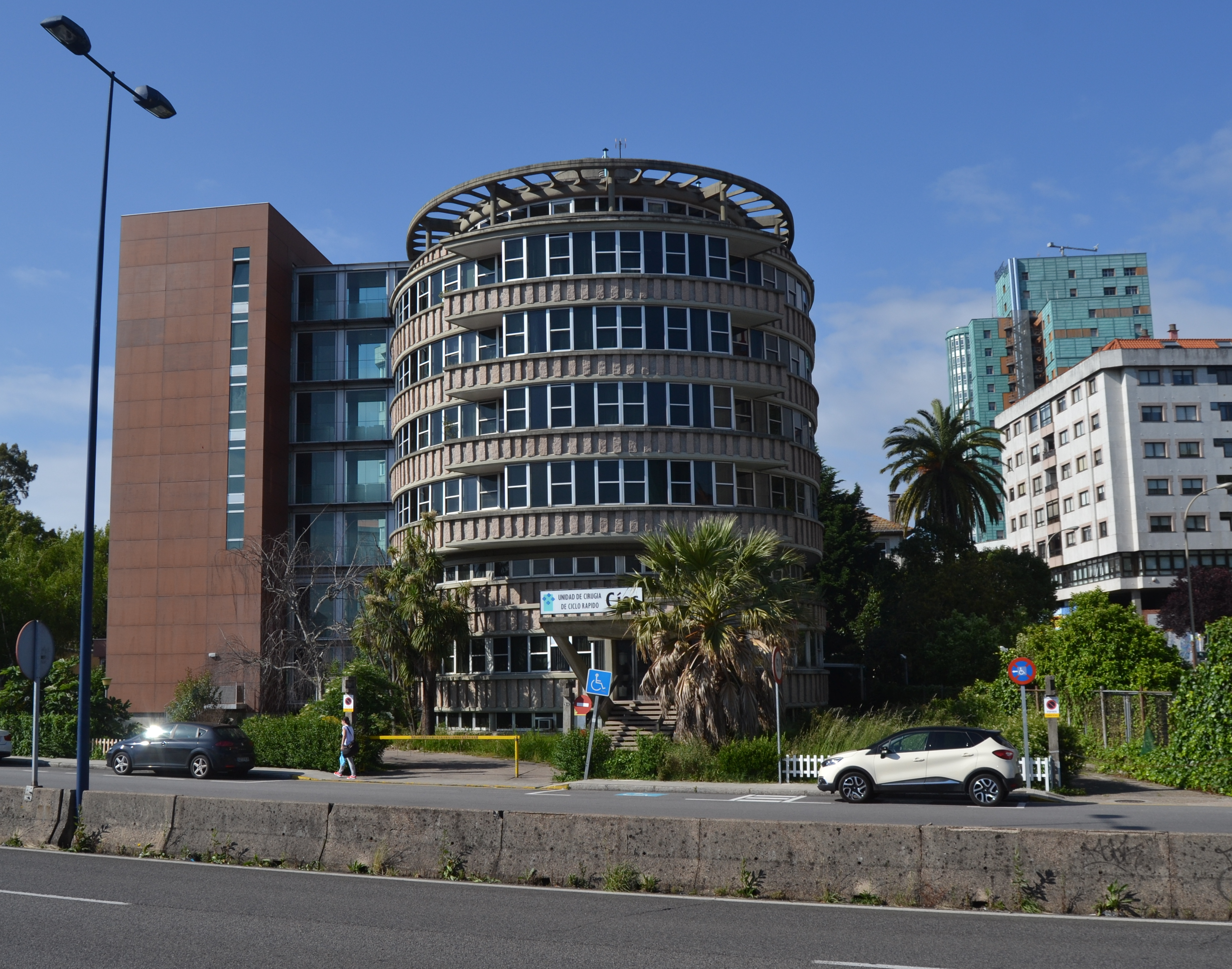
Avenida de Madrid de Vigo.

La avenida de Madrid es una vía urbana de la ciudad española de Vigo, correspondiente al primer tramo de la A-55 o Autovía del Atlántico, una autovía gallega que une las localidades de Vigo y Tui en Pontevedra y continúa hasta la frontera con Portugal, donde se transforma en la A-3 (Autopista Oporto - Valença). Comienza en la plaza de España. Está gestionada por el Ministerio de Fomento de España y constituye la arteria de entrada y salida de Vigo por el sur.

## Morfología y urbanismo
La avenida de Madrid tiene una longitud de 2,1 kilómetros en línea recta y una pendiente descendente del 3,4% hasta confluir con la A-55. Está dividida en varias secciones: una central, con dos carriles por sentido separados por una mediana de hormigón; y dos carriles por sentido en los márgenes, separados de los carriles centrales por medianas de hormigón y metal de unos dos metros de altura.
Los carriles periféricos corresponden a la carretera N-120 y cuentan con aceras para los peatones.
Tiene una altitud de unos 93 metros sobre el nivel del mar y desciende progresivamente con una pendiente ligeramente inclinada hacia el río Lagares, que el trazado atraviesa hacia el PK 1+920, a 28 metros sobre el nivel del mar; una vez pasado el cauce del río, la ruta asciende de nuevo hasta alcanzar una cota de 40 metros sobre el nivel del mar, ya bajo la denominación de A-55.
En esta vía se encuentran ubicadas diversas superficies comerciales. En 1988, la empresa Alcampo inauguró su segundo hipermercado en la ciudad. Con el tiempo, otras firmas como Burger King, Lidl, Mercadona y Sprinter también se establecieron en la avenida. Asimismo, en esta zona se concentra la mayor parte de los concesionarios de vehículos de Vigo, además de la sede y oficinas centrales de la firma textil Bimba y Lola.
La elevada concentración de empresas pertenecientes a distintos sectores, junto con la proximidad del polígono industrial de Miraflores —situado en la cercana parroquia de Sárdoma—, convierte a la avenida de Madrid en una de las zonas más concurridas de la ciudad, constituyendo además una de las principales vías de acceso a Vigo por el sur.

## Edificios y lugares destacados
- Antiguo Policlínico Cíes, S/N.

- Hotel Los Galeones, nº 21.

- Pazo y Ermita de San Roque, calle Filipinas S/N.

- Oficinas centrales de Bimba y Lola, nº 133.